# Orlando finto pazzo
Orlando finto pazzo (deutsch etwa: „Orlando spielt verrückt“; RV 727) ist eine Opera seria (Originalbezeichnung: „Dramma per musica“) in drei Akten von Antonio Vivaldi (Musik) mit einem Libretto von Grazio Braccioli nach Motiven aus Matteo Maria Boiardos epischem Gedicht Orlando innamorato von 1483. Die Uraufführung fand im November 1714 im Teatro Sant’Angelo in Venedig statt.

## Handlung
Die insgesamt sieben Charaktere lassen sich zwei Sphären zuordnen. Auf der einen Seite stehen der berühmte Paladin Orlando, sein Freund Brandimarte und das Paar Origille/Grifone, auf der anderen die böse Zauberin Ersilla, die Priesterin Tigrinda und der Ritter Argillano. Fast alle haben unerwiderte Liebesgefühle: Orlando liebt die Prinzessin Angelica, die in der Oper nur als Trugbild auftritt, ihm aber den Auftrag gegeben hat, Ersilla zu vernichten. Origille ist in Grifone verliebt, dieser in Tigrinda, diese in Argillano, dieser in Ersilla und letztere in Brandimarte und in die als Mann verkleidete Origille. Erst nach allerlei Verwicklungen, Verkleidungen und Täuschungen gelingt es Orlando, das Zauberreich Ersillas zu vernichten, und die Paare Origille/Grifone und Tigrinda/Argillano bekennen sich zueinander.

### Erster Akt
Tempel von Demogorgon und Pluto, zur Nacht beleuchtet
In der Mitte ein Altar für die genannten Götter; Seitenaltare für Hekate Triformis und Phlegethon, jeweils mit brennenden Feuern davor.
Szene 1. Brandimarte, Grifone und Origille sind in das Reich der dämonischen Zauberin Ersilla eingedrungen. Ersilla beabsichtigt, Grifone, Origille und Orlando noch diese Nacht mit Hilfe der Priesterin Tigrinda (in die Grifone heimlich verliebt ist) in die Unterwelt zu verdammen. Diese besitzen ein Zauberdokument, mit dem sie die dämonischen Mächte zu brechen hoffen. Außerdem erwarten sie die Ankunft ihres Freundes Orlando. Trotz der Gefahren sind sie zuversichtlich (Arie Brandimarte: „Come in vano minaccia, e in vano freme“).
Szene 2. Grifone und Origille können den Augenblick ihrer Rache kaum erwarten. Als sie Ersilla und Tigrinda kommen hören, verstecken sie sich.
Szene 3. Ersilla und Tigrinda erscheinen in Begleitung des Ritters Argillano und einem Gefolge von Wachen, Tempeldienern und Priesterinnen, die ein Schwert und einen Kelch für das Ritual mitbringen (Chor: „Prima dell’Erebo“). Tigrinda bietet den Kelch, der ein tödliches Gift enthält, dem Gott Phlegethon dar. Das Schwert ist den Göttern der Unterwelt gewidmet und soll in der Lage sein, Orlando trotz seiner Unverwundbarkeit zu töten. Ersilla beauftragt den Ritter Argillano damit, es zu führen (Arie Ersilla: „Rasserena i vagi rai“).
Szene 4. Argillano und Tigrinda bereiten sich auf ihre Aufgabe vor. Letztere wagt es nicht, Argillano ihre Liebe zu offenbaren (Arie Tigrinda: „Son due venti infesti all’alma“).
Szene 5. Argillano entdeckt die Eindringlinge. Um ihren Geliebten zu schützen, behauptet Origille, Grifone sei ihre als Mann verkleidete Schwester Leodilla. Argillano weist daher Grifones Herausforderung zum Kampf zurück (Arie Argillano: „Se in ogni guardo“).
Szene 6. Grifone fühlt sich in seiner Ehre verletzt und beschimpft Origille. Diese wiederum erkennt, dass seine früheren Liebesschwüre keine Basis hatten. Grifone vergleicht seine Gefühle mit dem Flug der Bienen, die sich unterschiedlichen Blüten zuwenden (Arie Grifone: „Alla rosa ruggiadosa“).
Szene 7. Verärgert schwört Origille Rache (Arie Origille: „Sentire che nel sen“).
Gebirgige Landschaft mit einer Felstür, zum Schloss Ersillas führt; auf einer Seite ein Wald mit einem goldenen Baum
Szene 8. Bei Sonnenaufgang betet Argillano zu Venus, der Mutter des Liebesgottes Amor, dass er sich mit seinem Schwert seiner Angebeteten Ersilla als würdig erweisen werde (Arie Argillano: „Dirò allor dirò allor di te che sei“).
Szene 9. Orlando trifft ein. Sein Gebet gilt Amor, denn er will durch die Unterwerfung der Zauberin die Wünsche seiner Geliebten Angelica erfüllen. Argillano fordert ihn zum Kampf heraus, wird aber von Orlando besiegt. Obwohl Argillano um einen schnellen Tod bittet, verschont Orlando ihn und lässt ihm sogar sein Schwert. Argillano ist verzweifelt darüber, durch sein Versagen Ersilla enttäuscht zu haben (Arie Argillano: „Il destin, che mi sovrasta“).
Szene 10. Orlando zieht einen Zweig aus dem goldenen Baum. Daraufhin versinkt der Wald in den Boden und die Szene verwandelt sich in einen lieblichen Garten mit Hainen.
Szene 11. Ein Chor von Nymphen, Faunen besingt die Liebe (Chor: „Nel ricetto del diletto“). Brandimarte beobachtet aus einem Versteck heraus die Ankunft seines Freundes Orlando, kann ihn aber nicht begrüßen, da auch die Zauberin Ersilla erscheint. Diese sinnt nach der Niederlage ihres Kämpfers und der Öffnung des geheimen Zugangs zu ihrem Reich nach einer List. Sie heißt Orlando willkommen, lässt ihn durch magische Gesänge der Nymphen in tiefen Schlaf fallen und fesseln. Kurz darauf entdeckt sie auch Brandimarte, der ihrer Macht wegen seines Zauberdokuments widerstehen konnte. Brandimarte gibt vor, sie zu lieben und schwört ihr Gefolgschaft. Er kann sie überreden, Orlando (den sie nicht erkannt hat) freizulassen und als Ritter gegen ihren Feind Orlando in ihre Dienste zu nehmen (Arie Brandimarte: „In amor spesso il cuor“).
Szene 12. Ersilla ist glücklich über die Liebe Brandimartes und ihren neuen Kämpfer (Arie Ersilla: „La speranza verdeggiando“).

### Zweiter Akt
Galerie mit Zugang zu verschiedenen Wohnräumen
Szene 1. Grifone hat Origilles Idee aufgenommen und sich als Frau verkleidet. Tigrinda nimmt ihn als Hofdame in ihre Dienste.
Szene 2. Um ihre Rache gegen Grifone, Tigrinda und Ersilla ausführen zu können, hat sich auch Origille verkleidet. Sie bietet Tigrinda unter dem Namen ihres Zwillingsbruders Ordauro Liebesdienste an. Grifone/Leodilla zieht sich auf Wunsch Tigrindas in ein Nebenzimmer zurück (Arie Grifone: „E pur caro in questo petto“).
Szene 3. Tigrinda fühlt sich durch Origilles/Ordauros Verhalten eher belustigt. Ersilla jedoch verliebt sich bei ihrem Eintreffen sofort in den vermeintlichen jungen Mann. Tigrinda nutzt die Gelegenheit, um für ihren in Ungnade gefallenen Geliebten Argillano zu bitten. Ersilla lässt diesen jedoch nicht frei, sondern will ihn Ordauro als Diener überlassen. Tigrinda ist dennoch froh über ihren Einfluss auf die Zauberin (Arie Tigrinda: „Quando agitado“).
Szene 4. Ersilla flirtet mit Origille/Ordauro, doch diese antwortet mit Ausflüchten. Argillano unterbricht die beiden. Ersilla stellt ihm Ordauro als seinen Retter vor. Origille denkt über die Macht der Liebe nach (Arie Origille: „Per lo stral che vien da’rai“).
Szene 5. Argillano wirft Ersilla vor, ihn ungerecht zu behandeln und versichert ihr, dass er ihr immer treu gedient habe. Ersilla zeigt jedoch kein Mitleid (Arie Ersilla: „Non ti lagnar di me, non puoi sperar mercè“).
Szene 6. Argillano will sich von der Tyrannei Ersillas lösen (Arie Argillano: „Quall’or s’asconde“).
Ein der Venus gewidmeter ebenerdiger Saal mit ihrer Statue in der Mitte
Im Hintergrund sind auf der einen Seite Ersillas Gemächer und auf der anderen verschiedene Wohnungen zu sehen.
Szene 7. Orlando und Brandimarte dringen vorsichtig in Ersillas Gemächer ein.
Szene 8. Argillano versichert Tigrinda, dass er plötzlich von Liebe zu ihr überwältigt worden sei und Ersilla jetzt verachte.
Szene 9. Als Origille/Ordauro aus den hinteren Zimmern tritt, sieht sie wegen der Statue nur Tigrinda, kann aber Argillano nicht identifizieren. Sie glaubt zunächst, es handle sich um Grifone. Nachdem sie ihn erkannt hat, greift sie ein und wirft Tigrinda Flatterhaftigkeit vor, da sie noch vor kurzem ihm selbst Liebe geschworen habe. Tigrinda stößt Argillano von sich und versichert Ordauro ihre Liebe (Arie Tigrinda: „Mio caro – traditor – per te son tutta tutta amor“).
Szene 10. Trotz Brandimartes Ermahnung, seine Identität geheim zu halten, ruft er bei Origilles Anblick ihren Namen aus und gibt sich ihr zu erkennen. Brandimarte versucht, die Situation zu retten, indem er Orlando für verrückt erklärt. Orlando spielt mit, erzählt Argillano eine seltsame Geschichte über seine Bekanntschaft mit Origille und behauptet, sie habe sein Pferd Brigliadoro und sein Schwert Durlindana gestohlen. Dennoch wird Argillano misstrauisch. Er begibt sich zu Ersilla, um ihr Bericht zu erstatten. Origille bittet Orlando unter Tränen um Vergebung. Er verzichtet auf eine Strafe. Brandimarte hält ihre Tränen allerdings für vorgetäuscht (Arie Brandimarte: „Non simular il pianto“).
Szene 11. Nachdem die anderen fort sind, erklärt Origille in einem Selbstgespräch ihre eigenen Gefühle und ihre Begabung zur List (Aria breve Origille: „Se sempre à mio piacer“).
Szene 12. Argillano warnt Ersilla vor den Gegnern. Er hält den Wahnsinnigen für einen erfahrenen Kämpfer, bei dem es sich möglicherweise um Orlando handle. Auch Grifone befinde sich unter dem Namen Leodilla bereits hier. Ersilla vertraut weiterhin auf ihre eigene Macht. Sie lässt Leodilla holen und schickt Argillano hinaus (Arie Argillano: „Amor sprezzato diceva“).
Szene 13. Ersilla weist Grifone darauf hin, dass seine Tarnung aufgeflogen ist. Sie versucht, ihn auf ihre Seite zu ziehen, indem sie behauptet, dass sie sich in Orlando verliebt habe. Grifone glaubt ihr nicht und bleibt weiterhin standhaft, als sie ihm mit dem Tod droht (Arie Grifone: „L’alma del forte la palma ottiene“).
Szene 14. Ersilla leidet unter ihren widersprüchlichen Gefühlen für den unbekannten Ritter (Arie Ersilla: „Se garrisce la rondinella“).

### Dritter Akt
Abgelegener Ort mit einem Gefängnisturm
Im Hintergrund mehrere Kolonnaden mit unterschiedlichen Ansichten; in der Mitte derselben ein großes verschlossenes eisernes Tor, das zu dem Ort führt, in dem Ersilla ihre Zaubereien ausführt.
Szene 1. Origille/Ordauro bricht mit einer Axt durch die Turmwand, um Grifone zu befreien. Als sie ihm erzählt, dass Origille sich wegen seiner Treulosigkeit umbringen wollte, zeigt er sich verärgert über ihr Verhalten. Daraufhin gibt sie sich ihm zu erkennen (Aria breve Origille: „Vedi spetato nelle mie pupille“).
Szene 2. Grifone bereut seine Worte. Kurz darauf erscheint Argillano mit den Wachen und nimmt ihn wieder fest.
Szene 3. Als Tigrinda hinzukommt, erklärt ihr Grifone seine Liebe, ergänzt aber, dass er eher im Gefängnis bleiben wolle als seinen Freund Orlando zu verraten (Arie Grifone: „Il di senza splendor“).
Szene 4. Tigrinda gibt Argillano einen Zaubertrank, mit dem er Ersilla in dauerhaften Schlaf versetzen soll, damit sie selbst die Macht übernehmen können. Argillano geht nur zum Schein darauf ein (Arie Tigrinda: „Vedrai vedrai Leone audace“).
Szene 5. Argillano hat noch immer Gefühle für Ersilla. Es will den Trank daher nicht ihr einflößen, sondern besseren Gebrauch davon machen (Arie Argillano: „Nascesti sosprirando“).
Szene 6. Ersilla öffnet das Tor zu ihrer geheimen Kammer (Arioso Ersilla: „Lo stridor l’orror d’Averno“). Die Szene verwandelt sich.
Magische Grotte mit einem unförmigen Altar in der Mitte
In der Grotte befinden sich verschiedene Kräuter, Gefäße sowie der Zauberstab. Um dem Altar, vor dem ein großes Feuer brennt, sitzen Priesterinnen der Hekate und Tempeldiener des Pluto.
Unterstützt von den Priestern beginnt Ersilla mit den Beschwörungsriten (Chor: „Pel valor dell’alte voci“ – „Qual dall’ombre Febo sorge“). Um herauszufinden, ob es sich bei dem verdächtigen Ritter um Orlando handelt, lässt sie ein Abbild von dessen Geliebter Angelica im Palast erscheinen. Sie kann Orlandos Reaktion durch ein Fenster im Hintergrund der Höhle beobachten.
Szene 7. Orlando nähert sich der scheinbar schlafenden Angelica und nennt sie seine Geliebte – was seine Tarnung beinahe auffliegen lässt. Da Brandimarte ihn gerade noch rechtzeitig vor Ersillas List warnt, spielt er erneut den Wahnsinnigen, während Brandimarte sich als Orlando ausgibt. Wütend tritt Ersilla dazwischen und lässt beide festnehmen (Arie Ersilla: „Sperai la pace qual usignuolo“).
Szene 8. Brandimarte erklärt Orlando, dass es sich bei der vermeintlichen Angelica um ein magisches Trugbild gehandelt habe. Er rät, im Kampf gegen das Böse weiterhin listenreich zu handeln (Arie Brandimarte: „L’inganno istesso“).
Szene 9. Orlando konzentriert sich auf den bevorstehenden Kampf gegen Ersilla (Arie Orlando: „Non paventa già mai le cadute“).
Szene 10 (Erstfassung). Tigrinda erscheint mit den streitenden Argillano und Grifone. Sie erkennt, dass Argillano nicht sie, sondern Ersilla liebt. Verzweifelt trinkt sie selbst den für Ersilla bestimmten Zaubertrank. Aus Liebe zu ihr nimmt Grifone den Rest. Beide fallen in tiefen Schlaf.
Szene 11 (Erstfassung). Argillano warnt Origille vor der Zerbrechlichkeit von Schönheit und Liebe, bevor er ihr die beiden Schlafenden zeigt (Arie Argillano: „Quel l’occhio, quel labbro“).
Szene 12 (Erstfassung). Origille konzentriert sich auf den bevorstehenden Kampf (Arie Origille: „Anderò, volerò, griderò“).
Szene 10 (geänderte Fassung). Bei seiner nächsten Begegnung mit Argillano spielt Orlando erneut den Verrückten.
Szene 11 (geänderte Fassung). Origille fordert Argillano auf, Grifone freizulassen oder mit ihr zu kämpfen. Orlando spielt ein letztes Mal den Verrückten. Origille konzentriert sich auf den bevorstehenden Kampf (Arie Origille: „Anderò, volerò, griderò“).
Szene 12 (geänderte Fassung). Orlando prahlt Argillano gegenüber mit seiner Kraft. Der ist sich jetzt sicher, dass es sich um Orlando handelt (Arie Argillano: „E’ il destin della nave agitata“).
Szene 13. Argillano lässt Orlando und Brandimarte in Ketten vor Ersilla führen. Diese fordert Brandimarte auf, jetzt die Wahrheit zu sagen. Von seiner Antwort hänge es ab, ob sie ihn als Geliebten umarmen oder als Feind töten werde. Orlando zerbricht seine Ketten, gibt sich ihr zu erkennen und erhebt sein Schwert drohend gegen sie. Argillano unterwirft sich sofort, und Orlando kann auch Brandimarte befreien.
Szene 14. Nachdem auch Origille gekommen ist, zerstört Orlando die Säule, und die Szene verwandelt sich erneut.
Ländliche Gegend mit von Laternen und Fackeln beleuchteten Zelten
Die durch Ersillas Zauber in Schlaf versetzten Ritter, unter ihnen auch Tigrinda und Grifone, erwachen. Ersilla ruft verzweifelt die Mächte der Hölle an und flieht (Arie Ersilla: „Tuta duol tutta orror tutta inferno“).
Szene 15 „ultima“. Nachdem Ersillas Macht gebrochen ist, versöhnen sich alle anderen. Orlando versichert Argillano, dass er ihn nicht für feige halte. Origille und Tigrinda bitten Orlando, sich dafür einzusetzen, dass Grifone bzw. Argillano ihre Liebe erwidern. So finden die beiden Paare schließlich zusammen (Chor: „Con mirti e fiori“).

## Gestaltung

### Orchester
Die Orchesterbesetzung der Oper besteht aus zwei corni da caccia (auch als tromboni da caccia bezeichnet), Streichern und Basso continuo.

### Musiknummern
Die Oper enthält die folgenden Musikstücke:
Erster Akt
- Szene 1. Rezitativ: „Vedi Grifon, vedi Origille“
  - Arie (Brandimarte): „Come in vano minaccia, e in vano freme“ – Allegro (F-Dur); für Streicher und Basso continuo
- Szene 2. Rezitativ: „Sei già presso, Origille, al desiato punto“
- Szene 3. Chor (SATB): „Prima dell’Erebo“ – Allegro (B-Dur); für Streicher und Basso continuo
  - Rezitativ (Ersilla): „Con nera pietra i fasti di questa notte“ – für Streicher und Basso continuo
  - Rezitativ: „La perfida Origilla cagion di cui men“
  - Arie (Ersilla): „Rasserena i vagi rai“ – Allegro (F-Dur); für Streicher und Basso continuo
- Szene 4. Rezitativ: „Lasciami à si gran rischio?“
  - Arie (Tigrinda): „Son due venti infesti all’alma“ – Allegro (B-Dur); für Streicher und Basso continuo; vgl. Ercole su’l Termodonte RV 710 II:1
- Szene 5. Rezitativ: „Me lascirai negletta? io vuò seguirla“
  - Arie (Argillano): „Se in ogni guardo“ – Allegro (G-Dur); für Streicher und Basso continuo
- Szene 6. Rezitativ: „Troppo ingrato amatore“
  - Arie (Grifone): „Alla rosa ruggiadosa“ – Allegro (G-Dur); für Streicher pizzicatti und Bass pizzicati ohne Cembalo; vgl. Ercole su’l Termodonte RV 710 II:8
- Szene 7. Rezitativ: „Che più pensi? ti scuoti alma tradita“
  - Arie (Origille): „Sentire che nel sen“ – Allegro (F-Dur); für Violinen I/II, Viola und Basso continuo; vgl. Giustino RV 717 III:7; Amore trionfante RV Anh 127a.3,26,38
- Szene 8. Rezitativ: „Ecco l’Alba ò Argillano, e al giorno è Duce“
  - Arie (Argillano): „Dirò allor dirò allor di te che sei“ – Largo (C-Dur); für Basso continuo (2. Fassung)
- Szene 9. Rezitativ: „O’ Amore! tu ch’entro umano cuor“
  - Instrumentalsatz – Presto (D-Dur); für Streicher und Basso continuo
  - Rezitativ: „Ancor resisti? Lasciami il ferro“
  - Arie (Argillano): „Il destin, che mi sovrasta“ – Andante (g-Moll); für Basso continuo
- Szene 10. Rezitativ: „Troppo felice sorte al disperato“
- Szene 11. Chor (SATB): „Nel ricetto del diletto“ – … (C-Dur); für Violinen I/II, Viola auf der Bühne, Viola in der Ferne und Basso continuo
  - Rezitativ: „Oh bella vista! Oh dolce armonia che m’alletti!“
  - Rezitativ: „Orlando! Oh Dei, che fate in cielo?“
  - Chor (SATB): „Nel ricetto del diletto“ – … (C-Dur); für Streicher und Basso continuo
  - Rezitativ: „M’innebria alto gioir i sensi, e l’alma“
  - Arie (Brandimarte): „In amor spesso il cuor“ – Allegro (D-Dur); für Violinen I/II, Viola und Basso continuo
- Szene 12. Rezitativ: „Or sei lieta, or sei forte alma di Ersilla“
  - Arie (Ersilla): „La speranza verdeggiando“ – Allegro (A-Dur); für Streicher und Basso continuo

Zweiter Akt
- Szene 1. Rezitativ: „Pensiero faminil, se d’improviso“
- Szene 2. Rezitativ: „E Tigrinda, e Groffone, e insieme Ersilla“
  - Arie (Grifone): „E pur caro in questo petto“ – … (e-Moll); für Streicher und Basso continuo
- Szene 3. Rezitativ: „Che disleal! e pur amor la face“
  - Arie (Tigrinda): „Quando agitado“ – Allegro (B-Dur); für Streicher und Basso continuo
- Szene 4. Rezitativ: „Preparo nuovo cuore a nuovo affetto“
  - Arie (Origille): „Per lo stral che vien da’rai“ – Allegro (D-Dur); für Streicher und Basso continuo; vgl. Armida al campo d'Egitto RV 699c II:10
- Szene 5. Rezitativ: „La sorte mia crudel sorte ò Argillano“
  - Arie (Ersilla): „Non ti lagnar di me, non puoi sperar mercè“ – Allegro (C-Dur); für Violinen I/II und Basso continuo
- Szene 6. Rezitativ: „Scuoti il tiranno giogo, spezza la rea catena“
  - Arie (Argillano): „Quall’or s’asconde“ – Allegro (F-Dur); für zwei corni da caccia, Streicher und Basso continuo
- Szene 7. Rezitativ: „Quest’è ingresso alle temute soglie“
- Szene 8. Rezitativ: „Tanta si breve tempo affluenza d’amor“
- Szene 9. Rezitativ: „E’ Tigrinda; mi toglie il simulacro“
  - Arie (Tigrinda): „Mio caro – traditor – per te son tutta tutta amor“ – Lento (G-Dur); für Basso continuo
- Szene 10. Rezitativ: „Effimero il mio sdegno contro Ersilla“
  - Arie (Brandimarte): „Non simular il pianto“
- Szene 11. Rezitativ: „E chi non sa ch’io tengo ad arte il pianto“
  - Aria breve (Origille): „Se sempre à mio piacer“ – Allegro (D-Dur); für Streicher und Basso continuo
- Szene 12. Rezitativ: „Ma s’egli Orlando fosse? egli morrà“
  - Arie (Argillano): „Amor sprezzato diceva“ – Allegro (g-Moll); für Streicher und Basso continuo
- Szene 13. Rezitativ: „Chi l’avvenir paventa, un mal presente“
  - Arie (Grifone): „L’alma del forte la palma ottiene“ – Allegro (a-Moll); für Violinen I/II, Viola/Basso continuo
- Szene 14. Rezitativ: „Con frenetico cuor garrisce in vano“
  - Arie (Ersilla): „Se garrisce la rondinella“ – Andante (F-Dur); für Violinen I/II und Basso continuo

Dritter Akt
- Szene 1. Rezitativ: „Sei libero Grifone ed’a te ordauro“
  - Aria breve (Origille): „Vedi spetato nelle mie pupille“ – Largo (Es-Dur); für Streicher und Basso continuo
- Szene 2. Rezitativ: „E Origille? ah rimorso d’infido amor“
- Szene 3. Rezitativ: „Si, e deporre le speranza d’amor“
  - Arie (Grifone): „Il di senza splendor“ – … (e-Moll); für Violinen I/II und Basso continuo
- Szene 4. Rezitativ: „Ecco Argillano in questo aurato vase“
  - Arie (Tigrinda): „Vedrai vedrai Leone audace“ – Allegro (D-Dur); für Violinen I/II, Viola und Basso continuo
- Szene 5. Rezitativ: „O malsaggia Tigrinda, in vana spene“
  - Arie (Argillano): „Nascesti sosprirando“ – Andante (d-Moll); für Basso continuo (1. Fassung)
- Szene 6. Arioso (Ersilla): „Lo stridor l’orror d’Averno“ – Largo (c-Moll); für Streicher und Bass (ohne Cembalo)
  - Rezitativ (Ersilla); für Streicher und Bass (ohne Cembalo): „Qui il suol di cifre ognote“
  - Chor (SATB): „Pel valor dell’alte voci“ – Allegro (F-Dur); für zwei tromboni da caccia, Streicher und Basso continuo
  - Rezitativ: „Dite: E’ Orlando colui? ma oscure sempre“
  - Chor (SATB): „Qual dall’ombre Febo sorge“ – Allegro (F-Dur); für zwei tromboni da caccia, Streicher und Basso continuo
  - Rezitativ: „Lode à vostra prontezza, io sarà paga“
- Szene 7. Rezitativ: „Qual forza occulta muove il mio desire“
  - Arie (Ersilla): „Sperai la pace qual usignuolo“ – Allegro (E-Dur); für Streicher und Basso continuo
- Szene 8. Rezitativ: „Sdegni spira, ed orror. Mà del mio bene?“
  - Arie (Brandimarte): „L’inganno istesso“ – Allegro (B-Dur); für Violinen I/II und Basso continuo
- Szene 9. Rezitativ: „Già l’ora si avvicina“
  - Arie (Orlando): „Non paventa già mai le cadute“ – Allegro (c-Moll); für Violinen I/II, Viola und Basso continuo (1. Fassung); vgl. Teuzzone RV 736 I:12
- Szene 10. Rezitativ: „E la giurata fede? Strugge amor le promesse“
- Szene 11. Rezitativ: „Gli hà colti in fine il loro fato insieme“
  - Arie (Argillano): „Quel l’occhio, quel labbro“ – Allegro (C-Dur); für Streicher und Basso continuo
- Szene 12. Rezitativ: „Quel favellar? qual movimento interno“
  - Arie (Origille): „Anderò, volerò, griderò“ – Presto (g-Moll); für Streicher und Basso continuo; vgl. Teuzzone RV 736 II:11, Orlando RV 728 III:13
- Szene 13. Rezitativ: „E’ questo l’atrio ove sù carro aurato“
- Szene 14. Rezitativ: „Il prode tuo Grifone il sò, Origille“
  - Arie (Ersilla): „Tuta duol tutta orror tutta inferno“ – Presto (C-Dur); für Violinen I/II, Viola und Basso continuo
- Szene 15. Rezitativ: „Il lezzo di sue colpe“
  - Chor (SATB): „Con mirti e fiori“ – Allegro (C-Dur); für Violinen I/II, Viola und Basso continuo; vgl. Orlando RV 728 III:13

Nicht verwertete Werkteile der Urfassung (Texte nicht im Libretto)
- Szene I:11. Solo oder Chor (zwei Soprane unisono): „Face a dardo in un bel guardo“ – … (C-Dur); für Violinen I/II und ? (durchgestrichen)
  - Arie (Brandimarte): „Amor non vuol ch’in pena“ – Allegro (d-Moll); für Streicher und Basso continuo
  - Arie (Brandimarte): „Quelle stille lagrimose“ – Allegro (D-Dur); für Violinen I/II, Viola und Basso continuo
- Szene II:14. Rezitativ: „Giova il fingere amore, se amor fingendo“ (Anfang einer Soloszene der Brandimarte)
  - Rezitativ: „Con frenetico cuor garrisce in vano“ (andere Fassung)
  - Arie: „Scenderei per far vaghi i desir miei“ (in der Urfassung ausgelassen, aber später wieder aufgenommen)
- Szene III:7. Arie (Ersilla): „Se vedessi in faccia al porto“ – Allegro (G-Dur); für Streicher und Basso continuo

Nicht verwertete Werkteile der Fassung der Erstaufführung (Texte im Libretto)
- Szene I:8. Arioso (Argillano): „Dirò allor di te che sei“ – Andante (C-Dur); für Basso continuo (1. Fassung)
- Szene II:8. Arie (Grifone): „E’ pur caro caro caro in questo petto“ – Allegro (G-Dur); für Basso continuo (1. Vertonung, durchgestrichen)
- Szene III:5. Arie (Argillano): „Nascesti sospirando“ – Allegro (F-Dur); für Basso continuo (2. Fassung)
- Szene III:9. Arie (Orlando): „Non paventa già mai le cadute“ – Allegro (c-Moll); für Violinen I/II und Basso continuo (2. Fassung); vgl. Teuzzone RV 736 I:12; Alceste RV Anh 77

Werkteile der geänderten Fassung (Texte im nachträglich gedruckten Anhang zum Libretto)
- Szene I:9. Arie (Argillano): „E’ il destin della nave agitata“ – Allegro (D-Dur); für Streicher und Basso continuo
- Szene I:11. Arie (Brandimarte): „Scenderei per far vaghi i desie miei“ – Allegro (D-Dur); für Streicher und Basso continuo; vgl. Ottone in villa RV 729a I:11
  - Arie (Ersilla): „Con l’ali d’amore“ (nur Text erhalten)
- Szene II:6. Arie (Argillano): „Se in amor non ha mercede“ (nur Text erhalten)
- Szene II:9. Arie (Tigrinda): „Tu lo vedi in questo volto“ (nur Text erhalten)
- Szene II:12. Arie (Argillano): „Non mi abbandona la mia speranza“ (nur Text erhalten)
- Szene III:4. Arie (Tigrinda): „Quando sorte il crin ti porge“ – Presto (G-Dur); für Violinen I/II und Basso continuo
- Szene III:7. Arie (Ersilla): „Sventurata navicella“ – … (G-Dur); für Violinen I/II, Viola und Basso continuo; vgl. Giustino RV 717 II:13; Tito Manlio RV 738 I:9
- Szene III:10. Rezitativ: „O’ sia Orlando ò non sia“
- Szene III:11. Rezitativ: „E il mio valore non sà che sia timore“
  - Rezitativ: „Vedi una stella in ciel?“
  - Arie (Argillano): „Furie e sdegno si destan nel petto“ (nur Text erhalten)

### Libretto
Das Libretto basiert auf Motiven aus dem vierten Gesang des zweiten Buchs von Matteo Maria Boiardos 1483 erschienenem epischem Gedicht Orlando innamorato, dem Vorläufer von Ludovico Ariostos bekanntem Versepos Orlando furioso. Die in der Vorlage Fallerina genannte Zauberin heißt hier Ersilla. Der gespielte Wahnsinn des Protagonisten ist eine Ergänzung des Librettisten Grazio Braccioli.:142 Das Libretto weist zahlreiche unlogische Entwicklungen und Unwahrscheinlichkeiten auf, die sich mit dem Märchen-Genre entschuldigen lassen. In der Vorlage wurden diese Ungereimtheiten noch durch eine stringentere Handlung und bessere Personen-Charakterisierungen begrenzt.:145f
Ersilla erscheint hier als eine schwächere Version der Zauberin Alcina. Eine Charakterisierung Orlandos fehlt fast völlig. Origilles und Grifones hervorstechendster Charakterzug ist die Eifersucht. Tigrinda und Argillano erscheinen durch ihre charakterliche Unbeständigkeit etwas interessanter. Die Handlung besteht abgesehen von Verkleidungen und Eifersuchtsszenen vorwiegend aus magischen Elementen über dem Hintergrund des heldenhaften Kampfes gegen die dämonischen Mächte. Es gibt ungewöhnlich viele Textstellen, die „beiseite“, also vom jeweiligen Gesprächspartner ungehört, gesprochen werden. Die Sprache ist manieristisch und teilweise nur schwer verständlich. Im Vorwort erklärte Braccioli, dass er einen Mittelweg zwischen dem populären und dem geschwollenen Stil gesucht und die Sprache an „die Ansichten und Emotionen, die Moral und den Sprachstil“ („la sentenza, il costume e la elocuzione“) der jeweiligen Sprecher angepasst habe.:146

### Musik
Die verschiedenen Beschwörungsszenen der Oper versah Vivaldi mit entsprechend „magischer“ Instrumentierung. Viele Arientexte weisen eine untypische Form auf, was eine Übernahme älterer Musik im Parodie-Verfahren erschwerte. Siebzehn Arien besitzen mehr als acht Zeilen, größtenteils in kurzen Versmaßen. In acht Arien wechselt das Versmaß. Vivaldi schrieb für diese Formen elegante Melodien. Dennoch schien er vor allem zu Beginn Schwierigkeiten mit dem Text zu haben. Auffällig ist die geringe Variabilität der Tonarten im ersten Akt. Die ersten Stücke wirken zudem indifferent oder überkomplex. Dies bessert sich jedoch im Verlauf der Komposition.:146f
Die Ersatzarie der Ersilla „Sventurata navicella“ (III:7) ist das letzte Stück der autografen Partitur. Sie ist extrem schlicht gehalten und erinnert darin an ein Kinderlied. Vivaldi war offenbar verärgert, als er sie schrieb. Er notierte auf der Seite: „Wenn das nicht gefällt, schreibe ich nie wieder Musik“ („Se questa non piace, non voglio più scrivere di Musica“). Die Sängerin Margherita Gualandi wies die Arie nicht zurück, und der Satz wurde ausgestrichen.:154

## Werkgeschichte
Orlando finto pazzo ist Vivaldis erste eigene Originaloper für Venedig. Er komponierte sie für die Herbst-Spielzeit 1714 des Teatro Sant’Angelo als Begleitstück zu Giovanni Alberto Ristoris im vorangegangenen Jahr aufgeführten Orlando furioso, mit dem er sein Amt als Impresario dieses Theaters aufgenommen hatte. Das Libretto beider Werke verfasste Grazio Braccioli. Der Orlando finto pazzo basiert auf Motiven aus Matteo Maria Boiardos 1483 erschienenem epischem Gedicht Orlando innamorato. Die Aufführungen fanden im November und Dezember 1714 statt. Das konkrete Datum der Uraufführung ist nicht bekannt. Der Widmungstext ist mit dem 10. November datiert. Die Aufführung fand daher vermutlich kurz darauf statt. Widmungsträger ist der Markgraf Karl von Baden-Durlach, der als General der kaiserlichen Armee im gerade beendeten Spanischen Erbfolgekrieg wirkte. Die Widmung ist daher als Siegestribut zu verstehen.
Die erhaltene Erstfassung entspricht weitgehend dem gedruckten Libretto. Außerdem gibt es eine vermutlich unvollständige Urfassung mit einigen gestrichenen Rezitativ-Abschnitten und weiteren Arien. Das Libretto enthält einen nachträglich gedruckten Anhang mit weiteren Arien und Rezitativen, die zu einer noch während der Spielzeit überarbeiteten Fassung der Oper gehören. Einige Arientexte liegen in zwei unterschiedlichen Vertonungen vor, bei denen nicht sicher ist, auf welche Fassung der Oper sie sich beziehen. Eine Ouvertüre ist nicht erhalten.:146
Es handelte sich um die glanzvollste Oper, die bis zu diesem Zeitpunkt im Sant’Angelo gezeigt wurde. Die Gelder dafür stammten aus dem Profit der vorangegangenen Saison und aus Sparmaßnahmen für die folgende Karnevalsaison 1715, für die lediglich Wiederaufnahmen und ein Pasticcio geplant waren. Libretto und Bühnenbild wurden speziell für diese Aufführung erstellt. Es wurde eigens ein Chor engagiert. Die Besetzung bestand aus in Venedig gut bekannten Gesangsstars und vielversprechenden Nachwuchskräften.:24
Die Sänger der Uraufführungsproduktion waren Antonio Francesco Carli (Orlando), Margherita Gualandi (Ersilla), Elisabetta Denzio (Tigrinda), Anna Maria Fabbri (Origille), Andrea Pacini (Argillano), Francesco Natali (Grifone) und Andrea Guerri (Brandimarte). Die Bühnenbilder stammten von Bernardo Canal, dem Vater des bedeutenden Landschaftsmalers Giovanni Antonio Canal („Canaletto“).:143 Historische Quellen über den Erfolg der Produktion sind nicht bekannt. Einige Musikwissenschaftler schließen aus den Überarbeitungen und der Tatsache, dass schon im Dezember Vivaldis Neufassung des Orlando furioso (RV Anh 84 bzw. 819) gespielt wurde, auf einen Misserfolg von Vivaldis venezianischem Opernerstling. Seine darauffolgende lange Karriere spricht allerdings dagegen, und Überarbeitungen während der Saison waren damals in Venedig und für Vivaldi normal.:26f
2003 spielte der Dirigent Alessandro De Marchi das Werk auf CD ein. Als Ouvertüre wählte er die Sinfonia RV 112. Sie beginnt mit einem Thema, das auch im einleitenden Ritornell einer von Brandimartes Arien vorkommt. Um die damalige von den Gesangsstars beherrschte Atmosphäre abzubilden, schrieb er für sämtliche Arien Kadenzen und Ornamente im zeitgenössischen Stil, wobei er den Solisten Raum für eigene Improvisationen ließ und Fehler bewusst ignorierte. Bei der Einrichtung wurde er von Alessandro Borin unterstützt, dem Herausgeber der kritischen Ausgabe des Werks.
2016 und 2017 wurde das Werk von der Koreanischen Nationaloper in einer Inszenierung von Fabio Ceresa unter der musikalischen Leitung von George Petrou im LG Arts Center in Seoul gezeigt.

## Aufnahmen
- 17. Dezember 2003 – Alessandro De Marchi (Dirigent), Orchester der Academia Montis Regalis, Chor des Teatro Regio di Torino.
 Antonio Abete (Orlando), Gemma Bertagnolli (Ersilla), Marina Comparato (Tigrinda), Sonia Prina (Origille), Manuela Custer (Argillano), Martín Oro (Grifone), Marianna Pizzolato (Brandimarte).
 Live, konzertant aus dem Théâtre des Champs-Élysées in Paris.[11]:22182
- Dezember 2003 – Alessandro De Marchi (Dirigent), Besetzung wie am 17. Dezember 2003.
 Studioaufnahme; Erstfassung und Alternativarien nach der kritischen Ausgabe von Alessandro Borin.
 Naive/Opus 111 OP30392 (3 CDs).[12][11]:22183